# Macrocoma zarudnii
Macrocoma zarudnii é uma espécie de escaravelho de folha encontrado no Irão e os Emirados Árabes Unidos, descrito por Lopatin em 1985.